# Манастир Јовање (Овчарско-кабларска клисура)
Манастир Јовање се налази на средини Овчарско-кабларске клисуре са леве стране језера, до кога се може доћи старим путем поред манастира Никоље.
Не зна се са сигурношћу кад је и ко је саградио Јовање, према неким надгробним споменицима сматра се да је постојао и пре Косовске битке 1389. године.
Стара црква посвећена Светом Јовану Крститељу потопљена је приликом изградње хидроцентрале и језера Међувршје, 1954. године.
Макарије Миловановић био је познати духовник манастира.
Према забелешкама Вука Караџића манастир Јовање је био лавра, из кога се управљало са осталим манастирима Српске Свете Горе, односно са манастирима у Овчарско-кабларској клисури.
Манастир Јовање је више пута било страдало и опустошено. У манастир Јовање 1936. године долазе монахиње из манастира калиште на Охридском језеру. Уз помоћ верног народа и домаћина монахиње су обновиле манастир Јовање, конаке и засадили воћ, и почеле да збрињавају децу и остале незбринуте.
Данашњи манастир Јовање је подигнут 1957. године после изградње језера Међувршје, за време Епископа Германа. По стилу Јовањска црква је једна од најлепших у Српској Светој Гори.
У манастиру се налази чудотворна икона Мајке Божје Брзопомоћнице, коју је донео архимандрит Серафим Рус 1917. године.
Манастирска слава је Ивандан и празнује се 7. јула(27. јула по православном календару). Богослужења се врше недељом и празницима у 8 часова.
Манастир Јовање има свој метох у близини, Манастир Успење Пресвете Богородице.

## Галерија
- Иконостас
- Купола
- Фреско декорација и орнаментика
- Фреско декорација на куполи
- Фреско декорација